# Star Trek V: The Final Frontier
Star Trek V: The Final Frontier is een Amerikaanse film uit 1989 van regisseur William Shatner. Het is de vijfde Star Trekfilm.

## Verhaal
Tijdens hun vakantie in Yosemite National Park wordt de bemanning van de USS Enterprise NCC-1701A opgeroepen voor een urgente missie naar de planeet Nimbus III, waar de Vulcan Sybok de ambassadeurs van de Federatie, Klingons en het Romulaanse Rijk heeft gegijzeld. Sybok blijkt de halfbroer van Spock te zijn. Hij heeft de gijzeling opgezet om een ruimteschip naar de planeet te lokken. Door zijn bijzondere geestelijke vermogens (hij kan iedereen helpen om mentale trauma's uit diegene's verleden te confronteren en te overwinnen) kan hij het bevel over de Enterprise overnemen.
Een Klingoncommandant genaamd Klaa ontdekt de missie van de Enterprise en zet de achtervolging in met een Bird of Prey, in de hoop Kirk te vangen of zelfs te vermoorden.
Sybok wil met de Enterprise de Great Barrier, een sterk energieveld, doorbreken om de mythische planeet Sha Ka Ree (ook wel bekend als Eden) te bereiken. Sybok gelooft dat op deze planeet een goddelijk wezen woont. Sybok zou een visioen hebben gehad over dit wezen.
Kirk gaat uiteindelijk overstag en stelt een samenwerking met Sybok voor. De Enterprise weet met succes het energieveld te doorbreken, gevolgd door de bird of prey van Klaa. Eenmaal in het energieveld betreden Kirk, Sybok, McCoy en Spock de planeet. Een vreemd energiewezen verschijnt voor hen en doet zich voor als god.
Echter het goddelijke wezen blijkt uiteindelijk een kwaadwillend buitenaards wezen te zijn, dat Sybok visioenen heeft gestuurd om zo in het bezit van een ruimtevaartuig te komen waarmee het zijn planeet kon verlaten. Sybok beseft zijn fout, en offert zijn eigen leven op om het wezen af te leiden zodat de anderen kunnen ontsnappen. Spock overtuigt de Klingon-ambassadeur om Klaa te bevelen Kirk te redden. Tevens vernietigt de bird of prey het wezen. Klaa verontschuldigt zich tegenover Kirk, daar zijn aanval op de Enterprise niet was goedgekeurd door de Klingon-ambassade.
Kirk, Bones en Spock keren terug naar de Aarde om hun vakantie voort te zetten.

## Rolbezetting
| Acteur           | Personage                          |
| ---------------- | ---------------------------------- |
| William Shatner  | Kapitein James T. Kirk             |
| Leonard Nimoy    | Kapitein Spock                     |
| DeForest Kelley  | Dr. Leonard McCoy                  |
| James Doohan     | Kapitein Montgomery Scott          |
| George Takei     | Commander Hikaru Sulu              |
| Walter Koenig    | Commander Pavel Chekov             |
| Nichelle Nichols | Commander Nyota Uhura              |
| David Warner     | Ambassadeur St. John Talbot        |
| Charles Cooper   | Klingon ambassadeur generaal Korrd |
| Cynthia Gouw     | Romulan ambassadeur Caithlin Dar   |
| Todd Bryant      | Klingon kapitein Klaa              |
| Spice Williams   | Klingon 1e officier Vixis          |

## Achtergrond

### Screenplay
Shatner wilde dat de romanschrijver Eric Van Lustbader de screenplay zou schrijven, maar Lustbader en Paramount konden niet tot een financiële overeenstemming komen. Nicholas Meyer, schrijver/regisseur van Star Trek II: The Wrath of Khan en schrijver van Star Trek IV: The Voyage Home, kreeg toen de baan aangeboden. Hij moest dit echter afslaan omdat hij bezig was met een andere film. Daarom nam Meyers de taak op zich.

### Humor
Een van de punten van kritiek die de film kreeg was de vele humor, die overduidelijk achteraf in de film was gestopt. Dit moest op verzoek van Paramount. De oorspronkelijke verhaallijn van William Shatner was veel donkerder, maar na het succes van de humoristische film Star Trek IV: The Voyage Home stond Paramount erop dat ook het verhaal van deze film een lichtere ondertoon zou krijgen.

### Special effects
Een ander punt van kritiek waren de special effects. In de vorige Star Trek films werden de meeste effecten gedaan door Industrial Light and Magic, maar zij waren tijdens de productie van Star Trek V bezig met de tweede en derde Back to the Future-films. In het tijdschrift Starburst werd zelfs vermeld dat de effecten die nodig zouden zijn zo duur waren, dat ILM "zichzelf uit de markt prijsde." In plaats daarvan werden de effecten gedaan door een veel kleiner bedrijf, Associates & Ferren.
Oorspronkelijk zou op het einde een scène zitten waarin Kirk wordt achtervolgd door een rotsmonster. Dit werd geschrapt omdat het kostuum volgens Shatner niet realistisch genoeg was. Vanwege tijdgebrek kon Shatner ook geen nieuwe scènes filmen, en moest daarom maar scènes van de valse god hergebruiken. Beeldmateriaal van de rotsmonsterscène werd wel verwerkt in de special edition-dvd van de film uit 2003.

### Opbrengsten
The Final Frontier bracht in de V.S. 52.210.049 dollar op, en wereldwijd ongeveer 70 miljoen dollar, bij een budget van 27.800.000 dollar. Dit werd, ondanks dat het een redelijke opbrengst was, gezien als een financiële mislukking. De film leverde maar ongeveer de helft op van wat The Voyage Home had opgebracht. Al snel na het weekend van de première, waarin de film 17.375.648 dollar opbracht, nam de populariteit van de film af.

### Gene Roddenberry's reactie
Star Trek-bedenker Gene Roddenberry grapte over de elementen in de film dat ze "apocryphal at best" waren. Hij vond ook het idee dat Spock een halfbroer had maar niets. Desondanks zag hij de film wel als onderdeel van de Star Trek-continuïteit.

## Prijzen/nominaties
Star Trek V: The Final Frontier werd in 1990 genomineerd voor zes Golden Raspberry Awards, waarvan hij er drie won:
- Slechtste acteur (William Shatner) – gewonnen
- Slechtste regisseur (William Shatner) – gewonnen
- Slechtste film – gewonnen
- Slechtste film van het decennium
- Slechtste screenplay
- Slechtste mannelijke bijrol (DeForest Kelley).

## Trivia
- De dans- en zangscene van Nyota Uhura werd helemaal door Nichelle Nichols zelf uitgevoerd. Echter uiteindelijk besloot de studio om het over te laten zingen door de groep Hiroshima, zeer tot ongenoegen van Nichelle Nichols.
- De geschrapte scène waarin Kirk door een rotsmonster wordt achtervolgd, werd geparodieerd in de film Galaxy Quest uit 1999.